# Kombajn buraczany

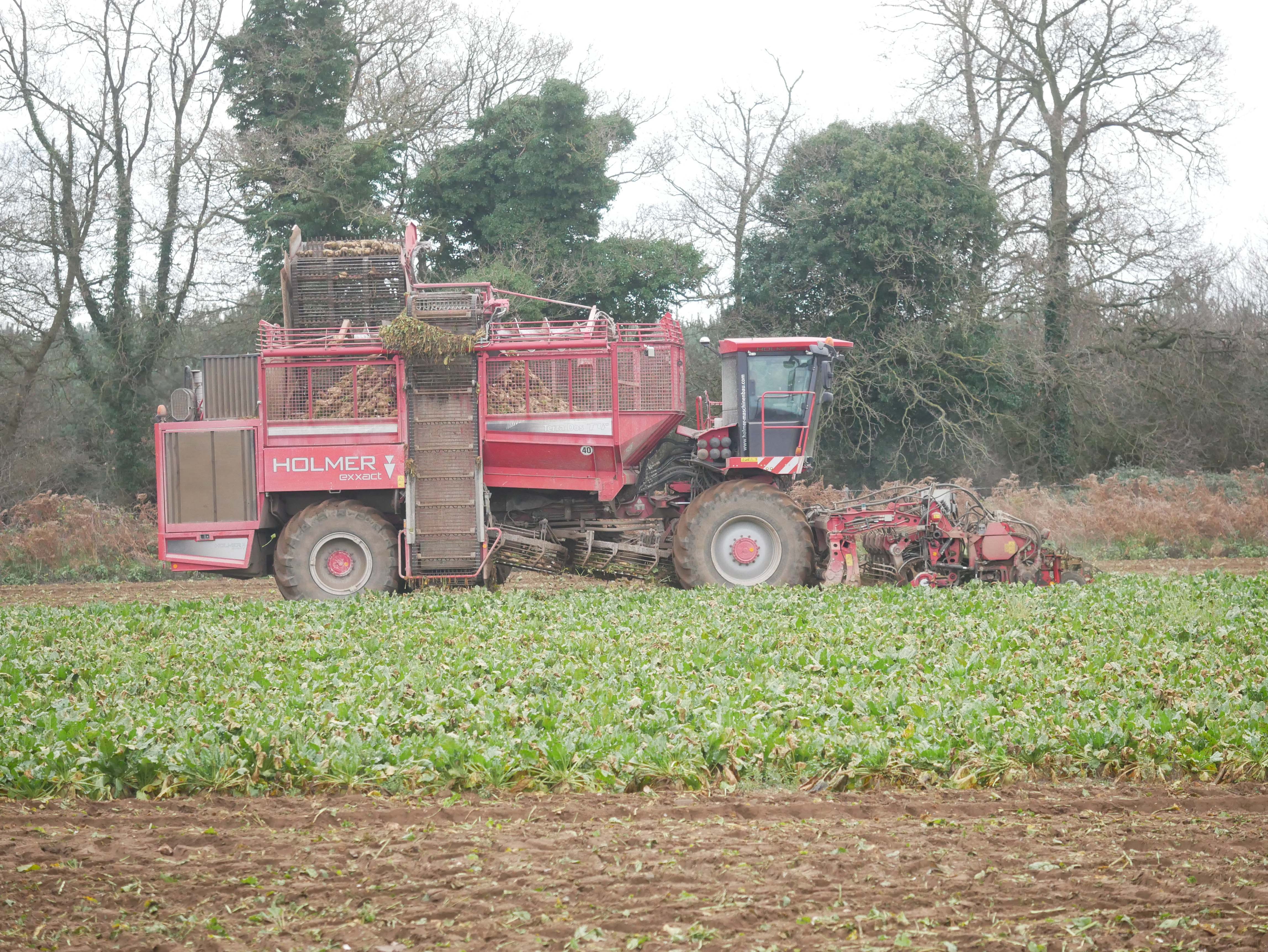
6-rzędowy kombajn do buraków Holmer.

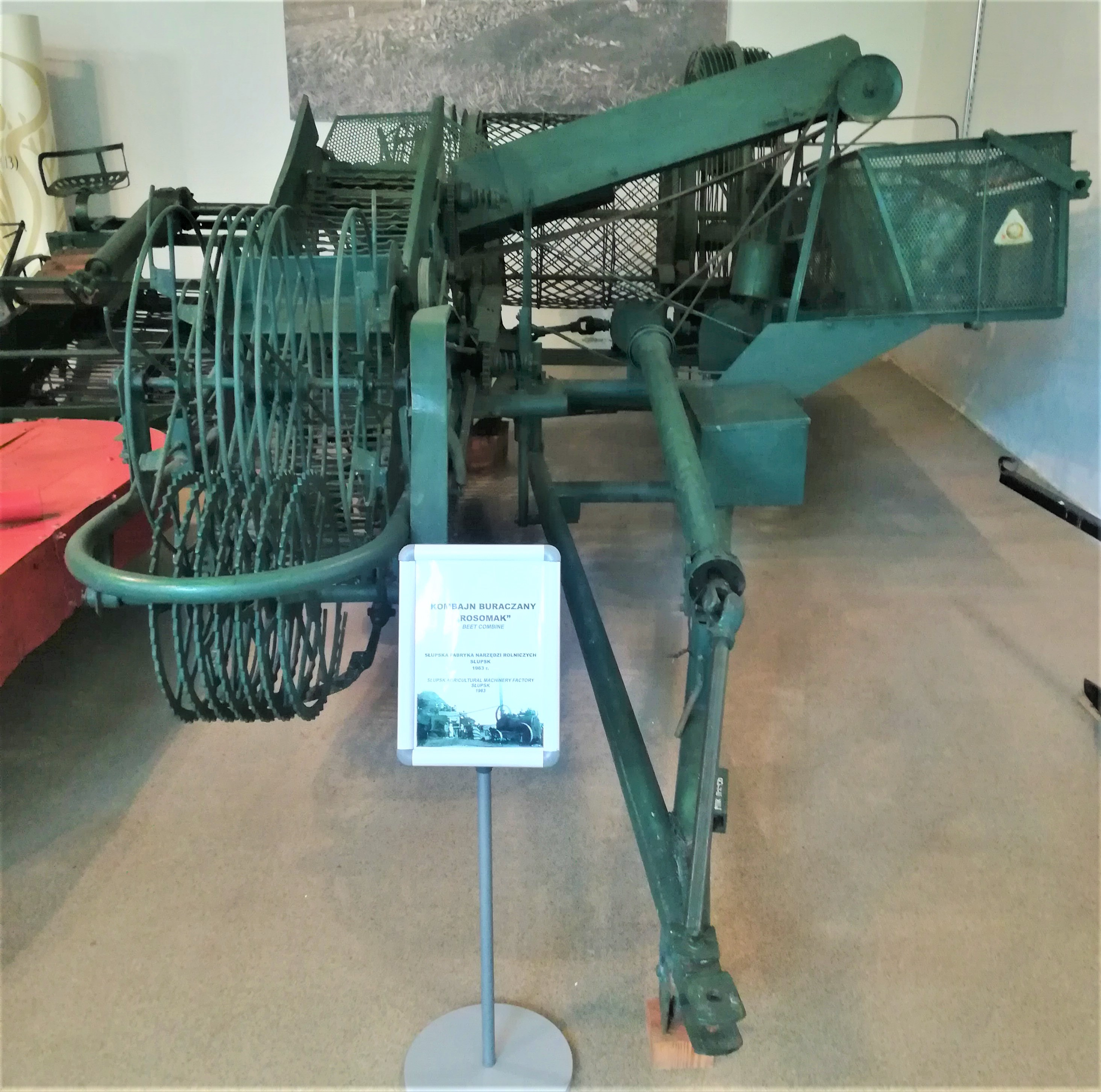
Pierwszy polski kombajn do zbioru buraka Rosomak, po roku 1973 zastąpiony Neptunem.

Kombajn buraczany – maszyna do pełnego zmechanizowanego zbioru buraków. 

## Zasada i cel działania
W czasie jednorazowego przejazdu przez pole kombajn wykonuje: podkopywanie i wyciąganie buraków z ziemi, ogławianie oraz zbieranie oddzielnie korzeni, oddzielnie głów i liści buraków. W przedniej części kombajnu znajdują się podnośniki liści, które podnoszą i zaciskają je. Jednocześnie korzenie buraków są podkopywane specjalnymi łopatami. Podkopane buraki uchwycone z liście są wyciągane z ziemi za pomocą urządzenia wyrywającego, a następnie przenoszone do urządzenia wyrównującego, gdzie buraki zostają ogłowione. Odcięte głowy buraków wraz z liśćmi są przenoszone do zbiornika liści, ogłowione buraki do zbiornika buraków. 